# اورکیل
اُوِرکیل (به انگلیسی: Overkill) یک گروه ترش متال آمریکایی است که در سال ۱۹۸۴ در نیوجرسی بنیان گذاشته شد. اعضای بنیان‌گذار گروه بابی الزورث (خواننده)، بابی گوستاوسون (نوازندهٔ گیتار)، دی.دی. ورنی (باسیست) و رت اسکیتز (درامر) بودند. اورکیل با ارائهٔ قطعه‌های سرعتی و تکنیکی به شهرت رسیدند اما تنوع موسیقی‌شان در حدی نبود که بتوانند با گروه‌های موفق هم‌دوره‌شان مانند متالیکا رقابت کنند. انتشار ۱۵ آلبوم استودیویی، ۲ ای‌پی، ۲ آلبوم لایو و ۱ آلبوم کاور، حاصل فعالیت اورکیل در این سال‌ها بوده‌است.
شخصیت مجازی اورکیل که Chaly نام دارد یک خفاش اسکلتی است که صورت جمجمهای، بال‌های استخوانی و چشمانی سبز رنگ دارد و تصویرش معمولاً روی جلد آلبوم‌های گروه به‌چشم می‌خورد. ترکیب اورکیل طی سال‌های فعالیت‌اش بارها دستخوش تغییر شده به شکلی که در زمان حال، فقط بابی الزورث و دی.دی. ورنی از میان اعضای اولیه در گروه باقی‌مانده‌اند. اورکیل به‌همرا انترکس از موفق‌ترین گروه‌های ترَش سواحل شرقی ایالات متحده به‌شمار می‌آیند.

## ترانه‌شناسی
نوشتار اصلی: ترانه‌شناسی اورکیل

### آلبوم‌های استودیویی
| نام آلبوم                         | معنی نام | سال انتشار |
| --------------------------------- | -------- | ---------- |
| ۱. Feel the Fire                  |          | ۱۹۸۵       |
| ۲. Taking Over                    |          | ۱۹۸۷       |
| ۳. Under The Influence            |          | ۱۹۸۸       |
| ۴. The Years of Decay             |          | ۱۹۸۹       |
| ۵. Horrorscope                    |          | ۱۹۹۱       |
| ۶. I Hear Black                   |          | ۱۹۹۳       |
| ۷. W.F.O.                         |          | ۱۹۹۴       |
| ۸. The Killing Kind               |          | ۱۹۹۶       |
| ۹. From the Underground and Below |          | ۱۹۹۷       |
| ۱۰. Necroshine                    |          | ۱۹۹۹       |
| ۱۱. Bloodletting                  |          | ۲۰۰۰       |
| ۱۲. Killbox 13                    |          | ۲۰۰۳       |
| ۱۳. ReliXIV                       |          | ۲۰۰۵       |
| ۱۴. Immortalis                    |          | ۲۰۰۷       |
| ۱۵. Ironbound                     |          | ۲۰۱۰       |